# Cerynea brunnea
Cerynea brunnea är en fjärilsart som beskrevs av John Henry Leech 1900. Cerynea brunnea ingår i släktet Cerynea och familjen nattflyn. Inga underarter finns listade i Catalogue of Life.